# Ohne Worte (Film)
Ohne Worte (Originaltitel: Say It Isn’t So) ist eine US-amerikanische Filmkomödie aus dem Jahr 2001. Die Regie führte James B. Rogers, das Drehbuch schrieben Peter Gaulke und Gerry Swallow. Die Hauptrollen spielten Chris Klein und Heather Graham.

## Handlung
Gilbert Noble lebt in einer Kleinstadt in Indiana, er jagt beruflich entlaufene Hunde. Über seinem Bett hängt ein Poster mit Suzanne Somers, die er erotisch anziehend findet. Die Friseurin Josephine Wingfield wohnt bei ihren Eltern Walter und Valdine.
Gilbert braucht einen neuen Haarschnitt und geht zu Josephine, die ihn verletzt. Er und Josephine lernen sich näher kennen, später verloben sie sich. Als sie im Bett mit Sex beschäftigt sind, ruft ein Privatdetektiv an. Er sagt, er habe die leibliche Mutter von Gilbert gefunden, es sei Valdine Wingfield. Josephine zieht nach Oregon, der niedergeschlagene Gilbert verliert seine Arbeit. Der echte Sohn von Valdine taucht auf und kann seine Herkunft beweisen.
Josephine soll ihren ehemaligen Freund heiraten; Gilbert fährt nach Oregon, um die Hochzeit zu verhindern. Einige Versuche schlagen fehl, aber Josephines Vater erzählt ihr die Wahrheit. Sie kehrt nach Indiana zurück.
Gilbert bekommt seinen alten Job zurück. Josephine und Gilbert treffen sich wieder und heiraten. Kurz nach der Hochzeit erscheint der Privatdetektiv und sagt, er habe Gilberts Mutter gefunden, es sei Suzanne Somers.

## Kritiken
Desson Howe schrieb in der Washington Post vom 23. März 2001, die Witze über tote Tiere und Inzest seien „flach“, und kritisierte die Darstellung von Heather Graham, die in diesem Film ihre „am wenigsten witzige“ („unfunniest“) Rolle habe. Verglichen mit den Komödien Dumm und Dümmer und Verrückt nach Mary sei dieser Film noch „geschmackloser“.
Mick LaSalle schrieb in der San Francisco Chronicle vom 23. März 2001, der Film sei schlechter als jene, die die Farrelly-Brüder als Regisseure gedreht haben. Die Charaktere könne man nicht ernst nehmen. Er lobte aber die „starke“ Besetzung der Rollen, darunter Sally Field und Richard Jenkins.

„Komödie, die von allerlei Fäkalwitzen sowie vermeintlichen Gags auf Kosten von Behinderten lebt. Nicht mehr als eine schlecht inszenierte Gag-Revue mit hauchzarten gesellschaftskritischen Ansätzen im Stil der respektlosen Komödien der Farrelly-Brüder.“

## Auszeichnungen
Gilbert B. Combs und Jacob Rupp wurden im Jahr 2002 für den Taurus Award nominiert.